# Huyalappanahalli, Kanakapura
Huyalappanahalli là một làng thuộc tehsil Kanakapura, huyện Ramanagara, bang Karnataka, Ấn Độ.